# Centerville (Utah)
Pour les articles homonymes, voir Centerville.
Centerville est une municipalité américaine située dans le comté de Davis en Utah. Lors du recensement de 2010, sa population est de 15 335 habitants.

## Géographie
La municipalité s'étend sur 6,04 milles carrés (15,64 km2), dont 0,06 milles carrés (0,16 km2) d'étendues d'eau.

## Histoire
La localité est d'abord nommée Deuel Creek puis Cherry Settlement, en l'honneur des pionniers Osmyn M. Deuel et Benjamin Cherry. À partir du milieu du XIXe siècle, elle adopte le nom de Centerville en raison de sa position centrale entre Bountiful et Farmington. Centerville devient une municipalité le 5 mai 1915.

## Démographie
La population de Centerville est estimée à 17 657 habitants au 1er juillet 2017.
| Groupe            | Centerville (2016) | Utah (2017) | États-Unis (2017) |
| ----------------- | ------------------ | ----------- | ----------------- |
| Blancs            | 95,4               | 90,9        | 76,6              |
| Métis             | 1,4                | 2,5         | 2,7               |
| Afro-Américains   | 1,1                | 1,4         | 13,4              |
| Asiatiques        | 1,1                | 2,6         | 5,8               |
| Amérindiens       | 0,2                | 1,5         | 1,3               |
| Océano-Américains | 0,1                | 1,0         | 0,2               |
|                   |                    |             |                   |
| Hispaniques       | 4,2                | 7,0         | 18,1              |

Le revenu par habitant était en moyenne de 31 834 dollars par an entre 2012 et 2016, supérieur à la moyenne de l'Utah (25 600 dollars) et la moyenne nationale (29 829 dollars). Sur cette même période, 4,1 % des habitants de Centerville vivaient sous le seuil de pauvreté (contre 10,2 % dans l'État et 12,7 % à l'échelle des États-Unis).